# Klaus Scheelhaase (Ingenieur)
Klaus Scheelhaase (* 25. Juni 1932 in Fallersleben) ist ein ehemaliger Leitender Beamter der Stadt Hannover, Diplom-Ingenieur und Professor.

## Leben
Nach Studium und ersten Berufsjahren in Berlin leitete Scheelhaase von 1967 bis 1994 das U-Bahn-Bauamt Hannover und gilt als „Vater“ der Stadtbahn Hannover. Stadtbaurat Rudolf Hillebrecht hatte ihn 1965 engagiert, weil er vielfältige Verwaltungskenntnisse und Erfahrung in der Öffentlichkeitsarbeit besaß.
Seine Arbeit beeinflusste den Weg von der „Unterpflaster-Straßenbahn“ zu den Stadtbahnsystemen als kostensparende Mischung von U-Bahn und Straßenbahn. Am Raschplatz wollte er ein Bauensemble wie das Marina City oder Habitat 67.
Von 1978 bis 1998 arbeitete er als Dozent der Gottfried Wilhelm Leibniz Universität Hannover und darüber hinaus als Beratender Ingenieur für Planung und Bau von Verkehrsanlagen.